# هاري سميث (لاعب كرة قاعدة أمريكي)
هاري سميث (بالإنجليزية: Harry Smith)‏ هو لاعب كرة قاعدة أمريكي، ولد في 31 أكتوبر 1874 في يوركشاير في المملكة المتحدة، وتوفي في 17 فبراير 1933 في سالم في الولايات المتحدة.

## وصلات خارجية
- هاري سميث على موقع دوري كرة القاعدة الرئيسي (الإنجليزية)
- هاري سميث على موقعبيزبول رفرنس.كوم (الدوري الرئيسي) (الإنجليزية)
- هاري سميث على موقعبيزبول رفرنس.كوم (الدوري الثانوي) (الإنجليزية)